# Ormocarpum dhofarense
Ormocarpum dhofarense é uma espécie vegetal da família Fabaceae.
Pode ser encontrada nos seguintes países: Omã e Iémen.
Está ameaçada por perda de habitat.